# Syndroom van Shwachman
Het syndroom van Shwachman  is een weinig voorkomende erfelijke aandoening. Het is een ernstige ziekte met klachten op het gebied van de spijsvertering, bloedcellen en afweer, het skelet en geestelijke ontwikkeling.
Op een bevolking van 16 miljoen mensen in Nederland lijden ongeveer 20-50 mensen aan het syndroom van Shwachman. Voor het optimaliseren van de zorg voor deze relatief kleine groep patiënten heeft een groep specialisten op één locatie ervaring en kennis over dit zeldzame ziektebeeld gebundeld tot een expertisecentrum waar de verschillende zorgverleners in den lande zich toe kunnen richten. Er wordt gewerkt om te komen tot adviezen over behandel- en onderzoeksprotocollen, afgestemd op de internationale afspraken.